# Auderghem

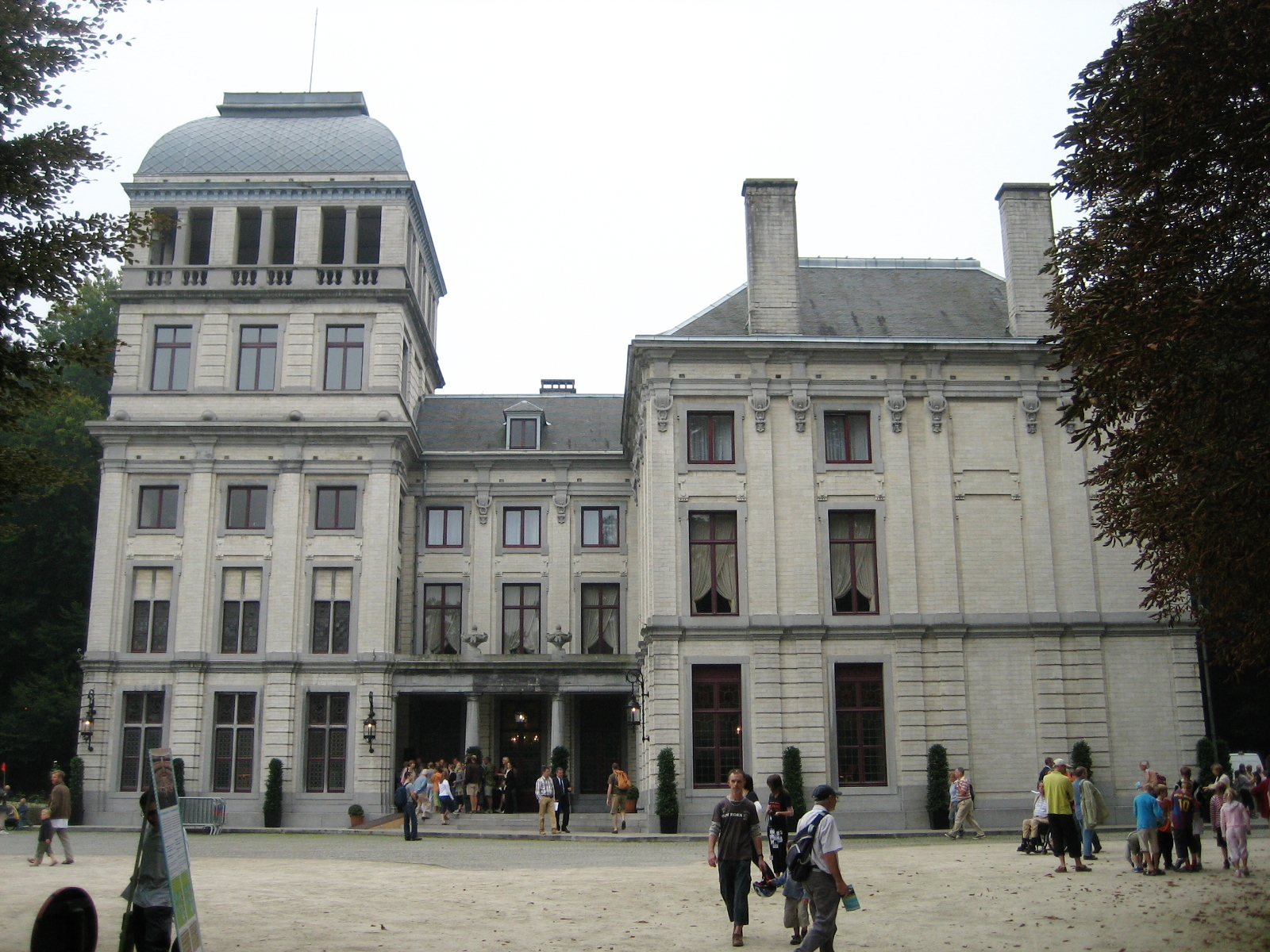
Zamek Valduc

Auderghem (niderl. Oudergem) – miasto i gmina w Belgii, jedna z 19 w dwujęzycznym Regionie Stołecznym Brukseli, w Okręgu Stołecznym Brukseli. 1 stycznia 2023 liczyła 35 346 mieszkańców.

## Historia
W 1794 roku żołnierze rewolucji francuskiej postanowili rozdzielić trzy leśne wioski Auderghem (Oudergem), Watermael (Watermaal) i Boitsfort (Bosvoorde), które były od wieków jedną jednostką, na trzy różne gminy. W 1811 roku Napoleon postanowił zjednoczyć trzy wsie za pomocą cesarskiego dekretu w jedną jednostkę administracyjną. Ale Auderghem został wycofany z tego związku w akcie królewskim, pozostawiając Watermael-Boitsfort oddzielną gminą. W 1863 roku Auderghem stał się samodzielną gminą z 1600 mieszkańcami.
Wraz z budową linii kolejowej łączącej Brukselę i Tervuren, jak również zbudowany w 1910 roku Boulevard du Souverain (Vorstlaan) nastąpił gwałtowny rozwój gminy a populacja szybko rosła.
Dużą część gminy zajmuje brukselski las miejski Forêt de Soignes (Zoniënwoud). Na skraju lasu znajduje się założone w 1367 roku opactwo augustianów Rouge-Cloître (Rood-Klooster) oraz zamek Valduc. Zamek ten jest wykorzystywany przez rząd belgijski do spotkań i przyjęć, a w latach 50. XX wieku pracowano tu nad Traktatami rzymskimi.

## Komunikacja
Na terenie gminy swój bieg kończy linia metra nr 5 z pięcioma stacjami na obszarze Auderghem (Hankar, Delta, Beaulieu, Demey i Herrmann-Debroux). Dociera tu również  linia tramwajowa nr 94 oraz kilka linii autobusowych.

## Współpraca
Miejscowości partnerskie:
- Patmos, Grecja
- Vallauris, Francja